# Gaverina Terme
Gaverina Terme là một đô thị ở tỉnh Bergamo trong vùng Lombardia của nước Ý, có vị trí cách khoảng 70 km về phía đông bắc của Milano và khoảng 20 km về phía đông bắc của Bergamo. Tại thời điểm ngày 31 tháng 12 năm 2004, đô thị này có dân số 940 người và diện tích là 5,2 km².
Gaverina Terme giáp các đô thị: Albino, Bianzano, Casazza, Cene, Spinone al Lago.